# Alexandra Antonovová
Alexandra Viktorovna Antonovová (rusky Александра Викторовна Антонова, * 24. března 1980, Moskva) je ruská atletka, překážkářka.
V roce 2006 doběhla na mistrovství Evropy v Göteborgu ve finále běhu na 100 metrů překážek na šestém místě. Šestá skončila také na světovém poháru v Athénách. Největší individuální úspěch své kariéry zaznamenala na halovém ME v Birminghamu 2007, kde získala stříbrnou medaili v běhu na 60 metrů překážek. Ve finále zaběhla trať v čase 7,94 a nestačila jen na Švédku Susannu Kallurovou, která byla o sedm setin rychlejší.
V roce 2008 skončila na halovém MS ve Valencii na pátém místě jako nejlepší z Evropanek. V témž roce reprezentovala na letních olympijských hrách v Pekingu, kde nepostoupila z úvodního rozběhu. Na halovém ME v Turíně 2009 skončila v semifinále na celkovém dvanáctém místě.